# KBS 문화뉴스
《KBS 문화뉴스》(KBS CULTURE NEWS)는 KBS 코리아에서 방송되었던 KBS 코리아의 문화 전문 뉴스 프로그램이었다.

## 기획 의도
문화 관련 뉴스를 전해드렸던 한국방송공사의 문화 전문 뉴스 프로그램이었다.

## 앵커

### 역대 앵커
- 백승주 아나운서 (여) - KBS의 공채 29기 아나운서
- 고민정 아나운서 (여) - KBS의 공채 30기 前 아나운서